# Peter Schibetta
Peter Schibetta es personaje ficticio de la serie de HBO Oz, interpretado por Eddie Malavarca.
Prisionero #98S112. Condenado el 19 de mayo de 1998 - Cinco cargos de extorsión: lavado de dinero. Sentencia: 35 años, con derecho a la libertad condicional en 20.
Es el hijo de Nino Schibetta, el primer líder de la banda de los italianos de Oz. Una vez dentro, se alista el hermano del director, Mark, para asesinar a alguien en el pago de una deuda contraída con Schibetta. Schibetta entonces aprovecha su conocimiento del crimen de Mark como una forma de chantajear al mismísimo Alcaide Glynn. Cuando Mark finalmente confiesa el asesinato, Glynn se libera del control de los italianos y se va después de Schibetta con una venganza. Cuando Schibetta es violado por primera vez por Simon Adebisi y más tarde por los arios Vernon Schillinger y  James Robson, Glynn no mueve un dedo para castigar a sus agresores, y tácitamente incluso hace suyas las violaciones como una forma de mantener a Schibetta y otros como él bajo control. Cuando Schibetta es finalmente asesinado, el director muestra poco interés en encontrar y castigar a sus asesinos
.

## Fictional history

### Primera temporada
Peter Schibetta visita a su padre y le dice sobre su madre moribunda y la situación de preso fallecido
Dino Ortolani.  Nino le dice que la familia de Dino ha venganza de llegar a su asesino y que la madre de Peter debe ser examinada por un médico judío, ya que Nino cree que son los mejores disponibles.

### Segunda temporada
Peter Schibetta está preso por lavado de dinero, y dirige a la mafia italiana cuando su padre, Nino aparece muerto. Una vez en prisión, trata de dominar cada situación en la que se encuentra en como si estuviera aún en marcha la Familia, no muestra miedo o respecto a cualquier otro preso, especialmente los afroamericanos.  Su propia guerra declarada con los internos negro se vuelve especialmente intensa cuando Ryan O'Reily le dice que su padre fue asesinado por Simon Adebisi (Nino había sido asesinado en forma conjunta por Adebisi y O'Reily). Schibetta le pide a Miguel Álvarez que asesine a Adebisi para una asociación en el tráfico de drogas.
Glynn rápidamente se irrita por las constantes amenazas y chantaje velado de Peter hacia su hermano. Glynn, enojado, le dice a Peter que, aunque Nino podría haber pedido un pequeño favor de vez en cuando para él y sus amigos a cambio de mantener en secreto Glynn, él no habría sido constantemente tratando de fin de Glynn en torno a su propia prisión. Pedro responde con indiferencia, y sigue el chantaje Glynn. Glynn finalmente se enfrenta a su hermano y lamentablemente le dice que debe entregarse por el asesinato que cometió.
Después de que el hermano de Glynn confiesa su crimen, un enfurecido Glynn transfiere a los italianos para trabajar en la fábrica de ropa femenina como venganza por chantajearlo. Poco después, Schibetta es envenenado por Adebisi, que le da una barra de chocolate parcialmente abierta contaminada con veneno para ratas. Lenny Burrano, un mafioso italiano que trabaja como consultor en el interior de la Familia, le dice que la familia se siente avergonzada por su "liderazgo", y si no mata a Adebisi, su posición de liderazgo será revocada. Schibetta y su compañero mafioso Chucky Pancamo intentaron asesinar a Adebisi en la cocina, pero éste se defiende contra el dúo con utensilios de cocina y deja a Pancamo inconsciente con una lata de melocotones, y luego brutalmente  sodomiza a Schibetta.  Peter tiene una crisis nerviosa, alucinando que su padre todavía está vivo, y es enviado a la sala de psiquiatría Su padrino, Antonio Nappa, llega a Oz y, con la ayuda de Burrano, logra que Glynn lleve a cabo un test de drogas al "azar" con el fin de privar a Adebisi de la heroína. Pero para Schibetta los días como un respetado líder ya están encima, y su humillación a manos de Adebisi le da un estigma que nunca va a eliminar. También sabe que ha deshonrado la memoria de su padre y de la mafia también. Se necesitarán años para que volviera a Em City, y en ese momento, todo el mundo de Oz, como la mafia, tendrán poca utilidad para él.

### Season 3
Schibetta está en la sala de psiquiatría. Adebisi también está allí por un tiempo a medida que avanza en la severa abstinencia de la heroína. Defiende a Schibetta cuando otro recluso le ataca. Schibetta está en muy mal estado y se ve muy patético. Esto convence al personal de que saquen a Adebisi de la unidad de psiquiatría, mientras Schibetta permanece en el interior, aún traumatizado. Schibetta no se ve durante el resto de la temporada (ni en la temporada siguiente). Adebisi es capaz de convencer a los italianos que no es una amenaza, pero en secreto Nappa infecta con sida, y luego forma una alianza con Pancamo, que ha matado Nappa, mientras tanto, cuando Nappa va en contra del italiano código de silencio por escribir sus memorias. Esta nueva asociación con el hombre que violó a su exlíder muestra que los italianos se han olvidado de Schibetta.

### Quinta temporada
Pedro Schibetta es dado de alta de la sala de psiquiatría después de cuatro años. Él es ahora el segundo al mando de Pancamo, pero quiere hacer las cosas como antes. Varios reclusos, sin embargo, no le muestran el respeto que tenía cuando llegó por primera vez en Oz, en sus ojos, el ahora muerto Adebisi lo convirtió en su "perra"(esclavo sexual) al violarlo. Pancamo y los otros italianos no parecen demasiado entusiasmados ante la perspectiva de contar con Pedro de nuevo, ya que es un recuerdo vergonzoso del pasado. Pero la mafia de trata de darle la bienvenida, con la esperanza quizá de que alguna manera por la línea que puede cambiar su imagen y demostrar su dureza nuevamente.
Las cosas se complican cuando la Hermandad Aria se entera de que Pancamo ordenó un golpe contraHank Schillinger, el hijo de su líder, Vern Schillinger. Pancamo está hospitalizado y los latinos, los socios habituales de los italianos en el tráfico de drogas, ir a trabajar con Burr Redding y los Homeboys el lugar. En busca de venganza, Schibetta va a Kareem Said y le pide que le ayude a asesinar a Schillinger. Said se niega, diciendo que Schibetta "siempre será conocido como una de las perras de Adebisi", y los mafiosos italianos liderados por Zanghi de acuerdo y decidir no tomar represalias, a menos Pancamo da la orden. Schibetta ve esto como una manera de demostrar su valía y se va después de los arios solo. Su intento de Schillinger falla, sin embargo, y Schillinger, James Robson, y otro grupo ario- lo violaron en grupo sobre una mesa de billar, abusando de él con insultos en su origen étnico y virilidad. Durante esta escena Schillinger hace una observación "Siempre me he preguntado: ¿era el pene de Adebisi más grande que el mío?" Schillinger continúa y se acerca para obtener un pegote de lo que parece ser la grasa - tal vez para reparar la mesa de billar - y se vuelve hacia Schibetta y dice: "Usted es el juez". Schibetta es llevado a la sala de psiquiatría de nuevo y es asesorado por Sister Peter Marie, mientras que los arios ya obtener una buena risa cada vez que se ven en su mesa de billar. Después de hundir un tiro en la tabla, Schillinger, dice, "Oh, sí. la mesa de billar está funcionando bien ahora", que es recibido por la risa de sus hermanos y compañeros arios.
Schibetta entonces es amenazado por Schillinger con la perspectiva de otra violación o incluso la muerte si habla demasiado. Hermana Pete va a Glynn explicando que quiere justicia para Schibetta, pero Glynn dice que la violación se justifica en que lo hace menos de un problema de disciplina. Hermana Pete insiste en el asesoramiento a Schibetta, pero en última instancia, sufre un colapso mental.

### Sexta temporada
Peter Schibetta es dado de alta de la sala de psiquiatría de nuevo y de una fuente confiable le dicen que Ryan O'Reily ayudó a Simon Adebisi a matar a su padre, Nino. Es la intención de empezar a vengarse de todos aquellos que le han hecho daño, empezando por el último hombre responsable de la muerte de Nino. Con la venganza en su mente, él se encarga de la gente le encanta O'Reily para obtener el "mal de ojo", esencialmente una maldición de muerte que la abuela de su esposa puede emitir después de obtener la posesión personal de una persona. El primero en morir es el padre Daniel Meehan, un sacerdote que está tratando de apelar a la pena de muerte del hermano de O'Reily, Cyril  ; el sacerdote muere de un aneurisma cerebral y muere en brazos de O'Reily. Schibetta dice O'Reily que Meehan ha muerto a causa de él y que habrá otros. O'Reily responde yendo a Pancamo y diciéndole que Schibetta planes para maldecir a todos contra los que guarda rencor. Pancamo, quien cree en las maldiciones sicilianas, los temores de que a Schibetta podrían quererlo muerto por no protegerlo de Adebisi años atrás. Mientras tanto, Schibetta le roba las llaves del auto a la madre de O'Reily para poner la maldición sobre ella. Pancamo y Frank Urbano detenerlo sin embargo, de agujerear el ojo para impedir el paso de la maldición sobre ellos. Glynn no lleva a cabo una rigurosa investigación del asesinato de su antiguo enemigo.
Hay una pequeña inexactitud en la redacción con respecto a Peter Schibetta en la sexta temporada de Oz. Muere en el segundo episodio "See No Evil, Hear No Evil, Smell No Evil", asesinado por otros sicilianos. Sin embargo, se le puede ver brevemente en la cafetería (en el fondo, a la espera en la cola para conseguir comida) en el siguiente episodio
"Sonata da Oz", cuando los reclusos James Robson y Chucky Pancamo aparecen discutiendo y luchando.